# Рембертув (Мазовецьке воєводство)
Рембертув (пол. Rembertów) — село в Польщі, у гміні Тарчин Пясечинського повіту Мазовецького воєводства.
Населення — 247 осіб (2011).
У 1975-1998 роках село належало до Варшавського воєводства.

## Демографія
Демографічна структура станом на 31 березня 2011 року:
|          | Загалом | Допрацездатний вік | Працездатний вік | Постпрацездатний вік |
| -------- | ------- | ------------------ | ---------------- | -------------------- |
| Чоловіки | 127     | 24                 | 88               | 15                   |
| Жінки    | 120     | 19                 | 70               | 31                   |
| Разом    | 247     | 43                 | 158              | 46                   |